# カステルプラーニオ
カステルプラーニオ（伊: Castelplanio）は、イタリア共和国マルケ州アンコーナ県にある、人口約3,500人の基礎自治体（コムーネ）。

## 地理

### 位置・広がり
アンコーナ県のコムーネ。県都・州都アンコーナから西南西へ38kmの距離にある。

#### 隣接コムーネ
隣接するコムーネは以下の通り。
- ベルヴェデーレ・オストレンセ
- マイオラーティ・スポンティーニ
- ポッジョ・サン・マルチェッロ
- ロゾーラ

### 気候分類・地震分類
カステルプラーニオにおけるイタリアの気候分類 (it) および度日は、zona E, 2113 GGである。
また、イタリアの地震リスク階級 (it) では、zona 2 (sismicità media) に分類される。

## 行政

### 分離集落
カステルプラーニオには、以下の分離集落（フラツィオーネ）がある。
- Borgo Loreto, Macine, Piagge, Pozzetto

## 人物

### 著名な出身者
- カルロ・ウルバニ - 20-21世紀の医師。重症急性呼吸器症候群 (SARS) の報告で知られる。